# Runet
Runet (Ryskt Internet; ryska: Рунет, русскоязычный Интернет) är en del av webbplatser med huvudinnehållet på ryska. Mest distribuerad på f.d. Sovjetunionens territorier och i synnerhet i Ryssland och Ukraina. Från och med den 6 september 2022, enligt forskning utförd av W3Techs, använder 5,5% av de 10 miljoner populäraste webbplatserna i världen ryska språket.
Den rysktalande marknaden är ganska stor. Så, genom att bara arbeta i Ryssland, Ukraina, Kazakstan, Vitryssland och Turkiet, tog det största ryska internetföretaget Yandex, bara tack vare rysktalande användare, fjärde plats bland alla  sökmotorer i världen.
Domäner med hög andel ryskspråkig användning: .su, .ru, .рф, .рус, .дети, .ua, .by, .kz, .com, .org, .uz, .kg. Ryska adresser (IDN) kan registreras på ryska, t.ex. delvis — i .су och .com och helt — i .рф. Alla populära ryskspråkiga webbplatser finns inte på domänerna i OSS-länderna. Det sociala nätverket VK använder till exempel domänen vk.com och ryska Wikipedia använder domänen ru.wikipedia.org.